# Nouaman Aarab
Nouaman Aarab, né le 14 février 1987 à Martil, est un footballeur marocain évoluant au poste de milieu offensif à l'Ittihad de Tanger.

## Biographie
Natif de Martil, Nouaman Aarab commence le football au Renaissance de Martil, principal club de sa ville. Il commence le football professionnel en 2014 en signant en première division marocaine au Chabab Atlas Khénifra.

## Palmarès

### En club
Ittihad de Tanger
- Championnat du Maroc
  - Vainqueur : 2018